# Rio Clain
Clain é um rio localizado na França. É afluente do rio Vienne. Nasce perto de Hiesse no departamento de Carântono e atravessa o departamento de Vienne, banhando as comunas de Pressac, Vivonne e Poitiers e juntando-se ao rio Vienne perto de Châtellerault, em Cenon-sur-Vienne.